# Renah Gajah Mati 1
Renah Gajah Mati 1 is een bestuurslaag in het regentschap Seluma van de provincie Bengkulu, Indonesië. Renah Gajah Mati 1 telt 460 inwoners (volkstelling 2010).